# Ballybofey
Ballybofey (iriska: Bealach Féich) är en ort i republiken Irland.   Den ligger i grevskapet County Donegal och provinsen Ulster, i den norra delen av landet, 190 km nordväst om huvudstaden Dublin. Ballybofey ligger 21 meter över havet och antalet invånare är 4 852.
Terrängen runt Ballybofey är platt åt sydost, men åt nordväst är den kuperad. Ballybofey ligger nere i en dal.Runt Ballybofey är det glesbefolkat, med 19 invånare per kvadratkilometer. Närmaste större samhälle är Letterkenny, 17,0 km norr om Ballybofey. Trakten runt Ballybofey består i huvudsak av gräsmarker.